# Đại Bình (làng)
Đại Bình hay Đại Bường là một ngôi làng cổ thuộc thị trấn Trung Phước, huyện Quế Sơn, tỉnh Quảng Nam, Việt Nam. 

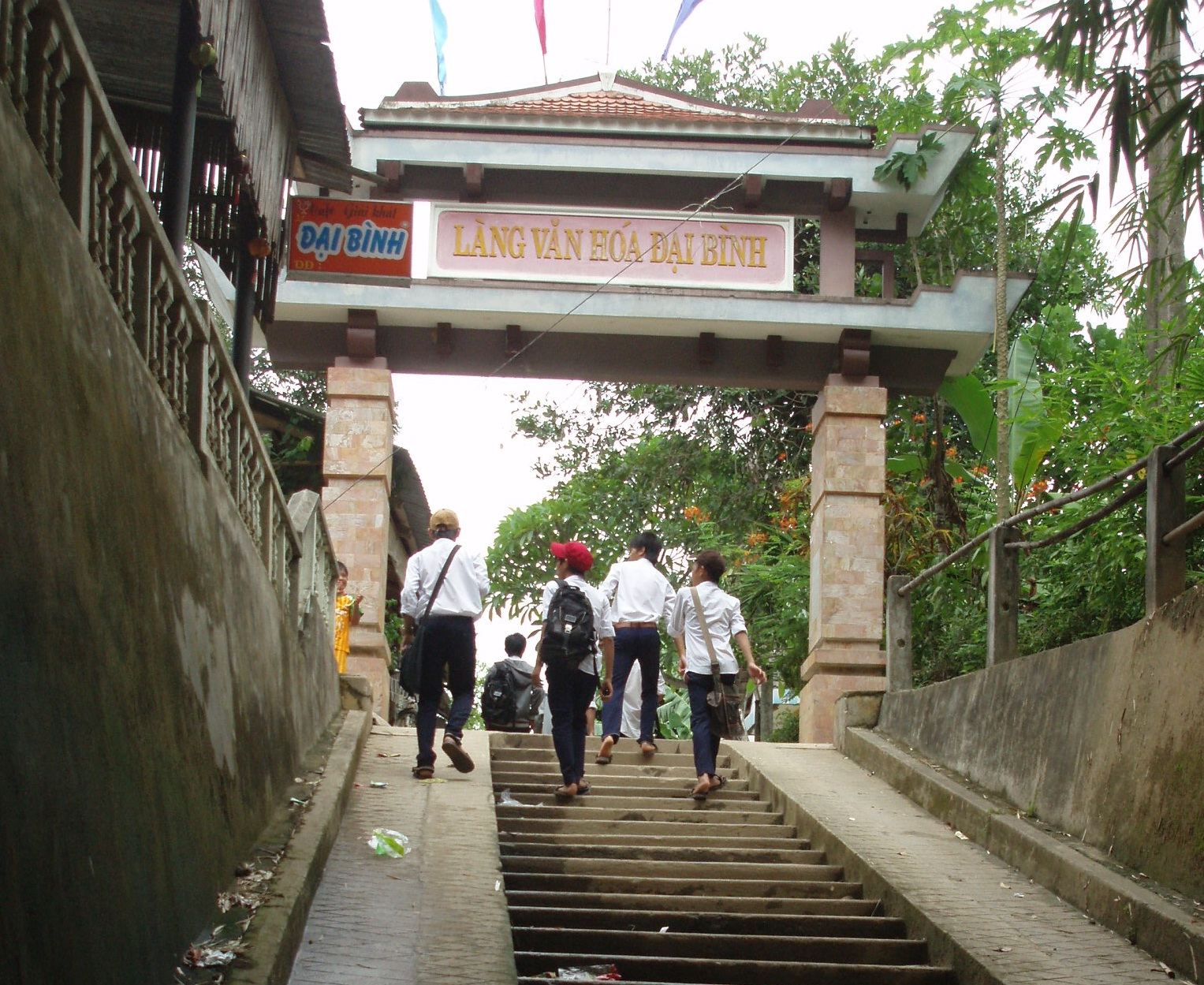
Cổng làng Đại Bình

Làng Đại Bình được ví như một Nam Bộ thu nhỏ, bởi vì ngoài những cây trái địa phương như mít, xoài, ổi, nhãn, cam, quýt, trụ, lòn bon... còn trồng được các loại cây trái Nam Bộ như sầu riêng, măng cụt, vú sữa, lêkima, sapôchê... Đại Bình có lưng dựa vào dãy Trường Sơn, mặt nhìn ra sông Thu Bồn thơ mộng, nổi tiếng với nhiều cái nhất ở miền Trung: thanh bình nhất, nhiều cây trái nhất, nhiều người sống thọ nhất... Làng có phong cảnh sơn thủy hữu tình từng hút hồn bao văn nhân, thi sĩ nổi tiếng của xứ Quảng như: Bùi Giáng, Hoàng Châu Ký, Khương Hữu Dụng, Thu Bồn, Trinh Đường, Tường Linh,...

## Làng Đại Bình trong thi ca
- Bùi Giáng:

"Em về ở lại đây thôi
Nghe mùa nước lũ nguồn trôi phăng đồng
Một trăm cây lá bên rừng
Gửi trong tiếng vọng xa chừng ngàn mây!."

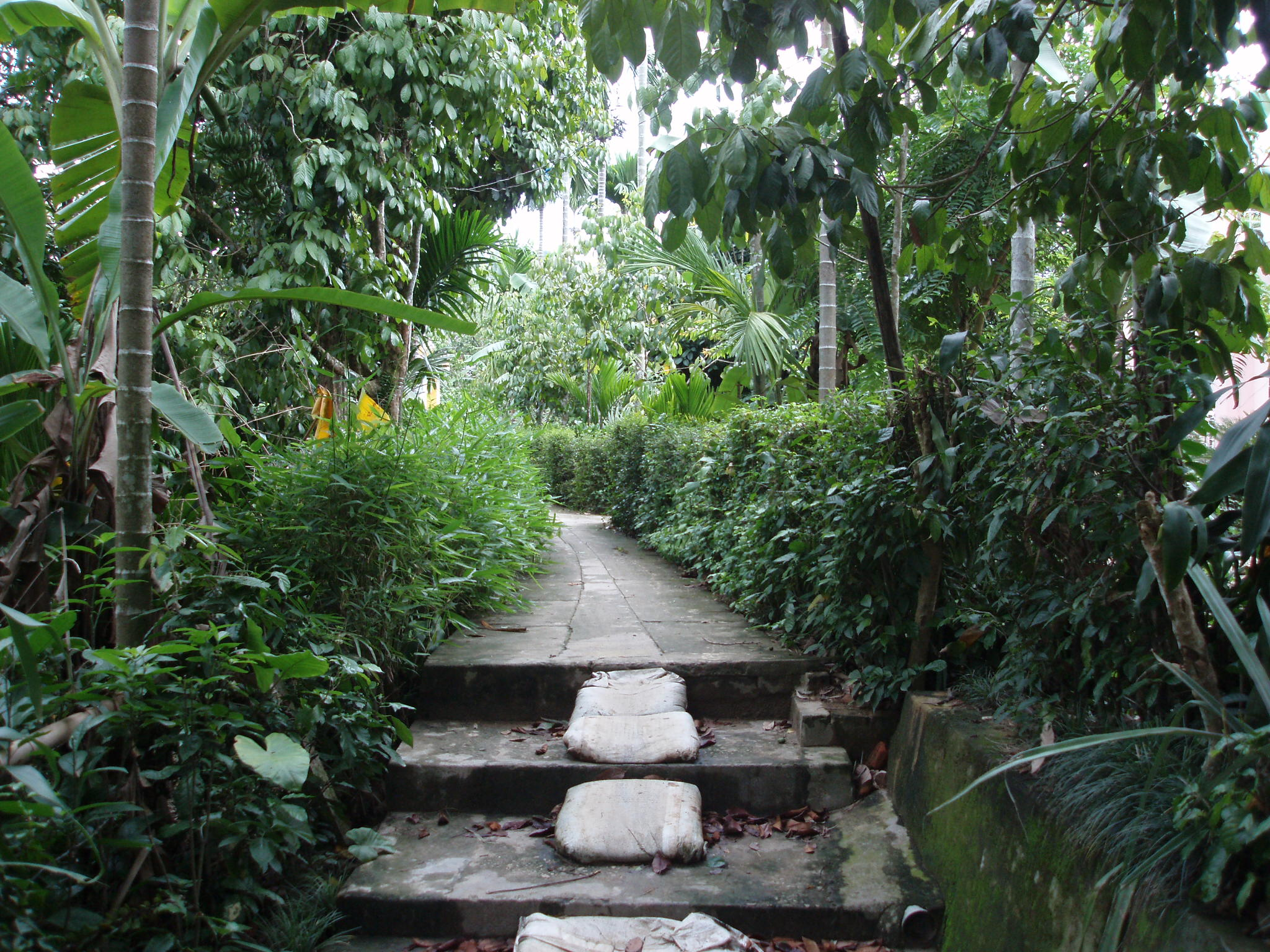
Đường làng Đại Bình

- Tường Linh:

"Đại Bình quê ngoại đẹp như tranh
Qua bốn mùa tươi quả ngọt lành
Trước bãi lững lờ dòng nước biếc
Sau đồng hùng vĩ rặng non xanh"

## Đường đến Đại Bình
Từ Đà Nẵng đi QL 1 về hướng Tam Kỳ, đến ngã ba Hương An, rẽ vào đường 611, qua đèo Le (đừng quên thường thức món gà đèo Le ) đến thị trấn Trung Phước, huyện Quế Sơn, qua đò là tới; hoặc đi tiếp 2 km qua cầu Nông Sơn để vào làng Đại Bình. (Có thể kết hợp thăm làng Đại Bình với tham quan thắng cảnh Hòn Kẽm Đá Dừng)